# Japonica
Japonica (лат.) — род дневных бабочек из семейства голубянок (Lycaenidae). Представители рода распространены на Дальнем Востоке России и Юго-Восточной Азии, включая Японские острова.

## Описание
Глаза голые. Передние лапки самцов сегментированы. Верхняя сторона крыльев жёлтого цвета. Задние крылья с хвостиком. Задние крылья снизу с многочисленными перевязями, разбитыми светлыми жилками на отдельные пятна.

## Виды
- Japonica adusta (Riley, 1930)
- Japonica bella Hsu, 1997.

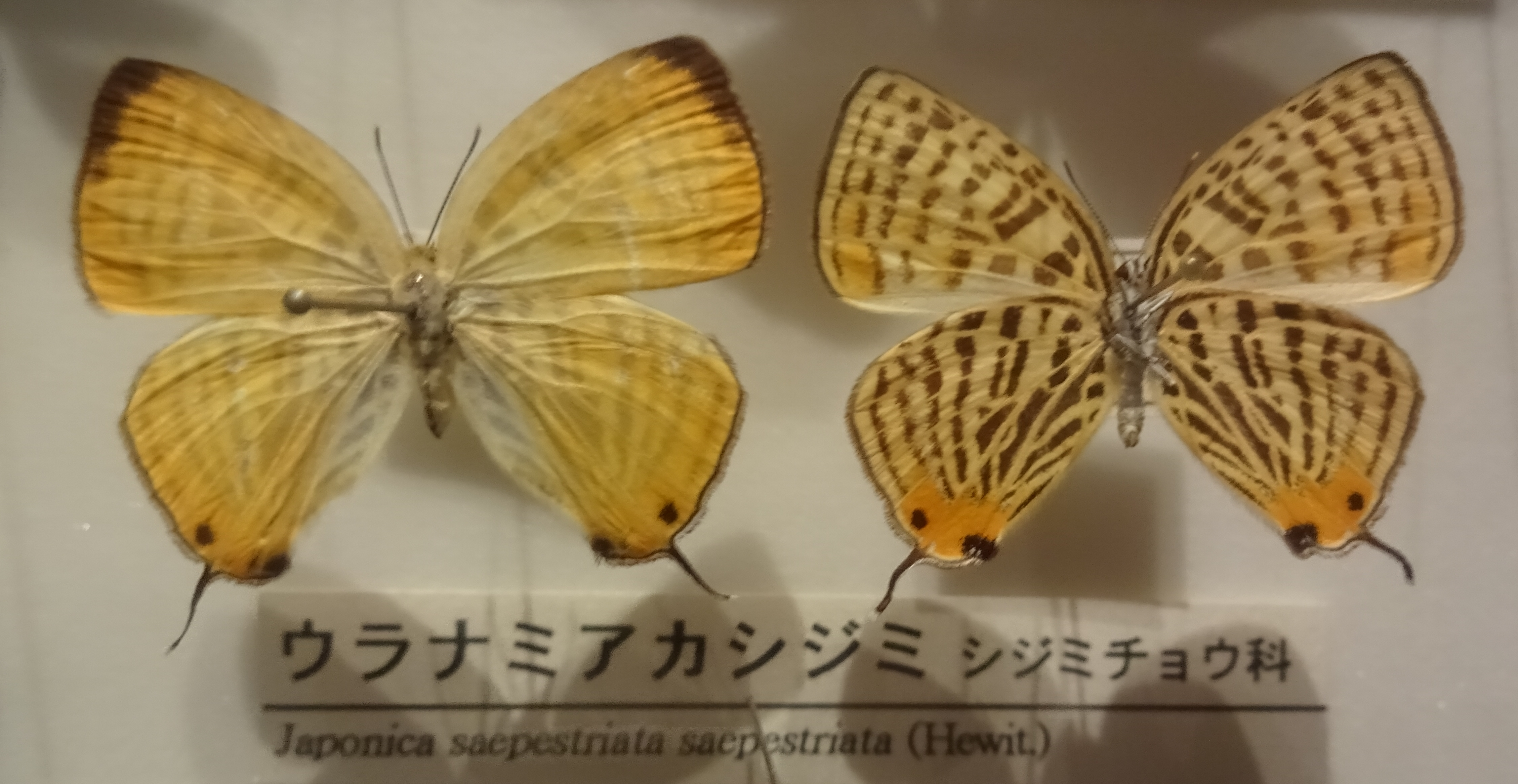
Japonica saepestriata

  - Japonica bella lao Koiwaya, 2000
  - Japonica bella myanmarensis Koiwaya, 2000
- Japonica lutea (Hewitson, 1865)
  - Japonica lutea lutea
  - Japonica lutea adusta (Riley, 1939)
  - Japonica lutea dubatolovi Fujioka, 1993
  - Japonica lutea gansuensis Murayama, 1991
  - Japonica lutea patungkoanui Murayama, 1956
  - Japonica lutea tatsienluica (Riley, 1939)
- Japonica onoi Murayama, 1953
  - Japonica onoi onoi
  - Japonica onoi mizobei (Saigusa, 1993)
- Japonica saepestriata (Hewitson, 1865) 
  - Japonica saepestriata saepestriata
  - Japonica saepestriata gotohi Saigusa, 1993
  - Japonica saepestriata takenakakazuoi Fujioka, 1993
- Japonica patungkoanui[2]  Murayama, 1956